# Rudo
Rudo (v srbské cyrilici Рудо) je město v Republice srbské, v Bosně a Hercegovině. Nachází se na východě země, na samé hranici se Srbskem, i Černou Horou. V roce 1991 měla Opština Rudo 2077 obyvatel, mírnou většinu mělo srbské obyvatelstvo nad muslimským.
Město se rozkládá na plošině v blízkosti řeky Lim, v nadmořské výšce okolo 400 m. Obklopují ho horské hřebeny (Vadra, Tmor), jejichž vrcholky dosahují výšky až 1 300 m.
První záznamy o městě pochází z roku 1555. Tehdy byl za vlády Mustafa Paši Sokoloviće založeno tzv. "Staro Rudo".
Město je známé především tím, že zde v závěru roku 1941 zformovali Jugoslávští partyzáni tzv. První proletářskou údernou brigádu, čímž chtěli zvýšit svojí bojeschopnost po neúspěchu, spojeném s pádem Užické republiky. Zbytky partyzánské armády se po neúspěších v západním Srbsku stáhly na přelomu let 1941/1942 právě do oblasti Ruda, neboť neprostupné bosenské hory jim poskytovaly vhodné zázemí.
Doprava do Rudog je možná pouze po silnici; na území opštiny Rudo se sice nacházejí dvě železniční zastávky (Štrpci a Goleš), trať ale samotným městem neprochází. Silniční spoje, které spojují město Rudo se zbytkem Bosny a Hercegoviny, jakož i s nedalekou Černou Horou a Srbskem, jsou silnice okrajového významu. Výhledově však má být oblastí vedena nová silnice, která by spojila Sarajevo, Višegrad a Užice.